# Croupion
Dans l'anatomie des oiseaux, le croupion (dérivé de croupe avec le suffixe -ion) est l'extrémité postérieure du corps, correspondant aux dernières vertèbres et supportant les plumes de la queue. Situé entre le dos et les tectrices sus-caudales, le croupion forme à l'arrière du synsacrum un tubercule musculo-glandulaire support des rectrices.
Les motifs et couleurs du croupion peuvent être un indicateur de qualité de l'oiseau, une couleur vive étant corrélée à sa condition physique, son âge, son succès reproducteur ou la qualité de son territoire.
En ornithologie, le croupion peut être un caractère différentiel utilisé dans la diagnose, notamment en ce qui concerne le dimorphisme sexuel.